# Wahlkreis Pirmasens
Der Wahlkreis Pirmasens (Wahlkreis 48) ist ein Landtagswahlkreis in Rheinland-Pfalz.

## Wahlkreishistorie
Zur Landtagswahl von 1991 wurde das Wahlrecht in Rheinland-Pfalz reformiert. Hatte es zuvor als reines Listenwahlrecht fungiert, so wurde fortan – wie bei Bundestagswahlen und Landtagswahlen der meisten anderen Bundesländer – in ein Zweistimmenwahlrecht umgeändert, bei dem ein Teil der Abgeordneten direkt über Wahlkreise gewählt wird. Der Wahlkreis Pirmasens umfasste zunächst die kreisfreie Stadt Pirmasens sowie die Verbandsgemeinde Rodalben, welche zum Landkreis Südwestpfalz gehört.
Aufgrund des kontinuierlichen Bevölkerungsrückgangs der Region wechselte zur Wahl von 2016 die Verbandsgemeinde Annweiler aus dem Wahlkreis Südliche Weinstraße zum Wahlkreis Pirmasens; diese Maßnahme stieß aufgrund der räumlich weiten Entfernung der Verbandsgemeinde zu Pirmasens sowie deren Lage innerhalb der Südpfalz auf Kritik.
Fünf Jahre später wurde dies rückgängig gemacht und der benachbarte Wahlkreis Pirmasens-Land, der ebenfalls eine geringe Einwohnerzahl besaß, aufgelöst. Aus diesem erhielt der Wahlkreis Pirmasens deshalb die Verbandsgemeinden Dahner Felsenland, Hauenstein und Pirmasens-Land hinzu.
Erster Wahlkreissieger war 1991 Norbert Stretz von der SPD. Bei allen nachfolgenden Wahlen siegte im Kampf um das Direktmandat die CDU, von 1996 bis 2016 in Person von Thomas Weiner und 2021 durch Christof Reichert.

## Wahl 2021
Bei der Landtagswahl 2021 vom 14. März 2021 entfielen im Wahlkreis auf die einzelnen Wahlvorschläge:
| Direktkandidaten  | Partei           | Wahlkreisstimmen in % | Landesstimmen in % |
| ----------------- | ---------------- | --------------------- | ------------------ |
| Alexander Fuhr    | SPD              | 28,9                  | 33,2               |
| Christof Reichert | CDU              | 33,0                  | 31,1               |
| Ferdinand Weber   | AfD              | 11,8                  | 12,1               |
| Steven Wink       | FDP              | 5,9                   | 5,3                |
| Fred Konrad       | Grüne            | 6,0                   | 5,2                |
| Joshua Müller     | Die Linke        | 3,5                   | 2,6                |
| Philipp Burkhart  | Freie Wähler     | 8,1                   | 4,9                |
| –                 | Piraten          | –                     | 0,5                |
| –                 | ÖDP              | –                     | 0,4                |
| –                 | Klimaliste       | –                     | 0,3                |
| Denise Müller     | Die PARTEI       | 2,7                   | 1,5                |
| –                 | Tierschutzpartei | –                     | 2,5                |
| –                 | Volt             | –                     | 0,5                |

## Wahl 2016
Die Ergebnisse der Wahl zum 17. Landtag Rheinland-Pfalz vom 13. März 2016:
| Direktkandidaten                  | Partei    | Wahlkreisstimmen | Landesstimmen |
| --------------------------------- | --------- | ---------------- | ------------- |
| Edeltraut Buser-Hussong           | SPD       | 32,4 %           | 32,1 %        |
| Thomas Weiner                     | CDU       | 38,6 %           | 33,9 %        |
| Barbara Metzger                   | GRÜNE     | 5,1 %            | 3,3 %         |
| Steven Wink                       | FDP       | 9,6 %            | 5,8 %         |
| Frank Eschrich                    | DIE LINKE | 7,3 %            | 3,2 %         |
| Markus Walter                     | NPD       | 7,0 %            | 1,1 %         |
| –                                 | AfD       | –                | 15,4 %        |
| –                                 | Sonstige  | –                | 5,2 %         |
| Wahlberechtigte: 56.805 Einwohner |           |                  |               |
| Wahlbeteiligung: 65,8 %           |           |                  |               |

## Wahl 2011
Die Ergebnisse der Wahl zum 16. Landtag Rheinland-Pfalz vom 27. März 2011:
| Direktkandidaten                  | Partei    | Wahlkreisstimmen | Landesstimmen |
| --------------------------------- | --------- | ---------------- | ------------- |
| Norbert Stretz                    | SPD       | 33,2 %           | 38,2 %        |
| Thomas Weiner                     | CDU       | 38,9 %           | 37,6 %        |
| Walter Krämer                     | FDP       | 7,6 %            | 3,6 %         |
| Karola Streppel                   | GRÜNE     | 9,5 %            | 8,5 %         |
| Anja Schlotter                    | DIE LINKE | 4,0 %            | 3,7 %         |
| Heinz Hinkel                      | REP       | 5,2 %            | 3,8 %         |
| Markus Walter                     | NPD       | 1,7 %            | 1,4 %         |
| –                                 | Sonstige  | –                | 3,2 %         |
| Wahlberechtigte: 44.970 Einwohner |           |                  |               |
| Wahlbeteiligung: 57,1 %           |           |                  |               |

- Direkt gewählt wurde Thomas Weiner (CDU).[5]

## Wahl 2006
Die Ergebnisse der Wahl zum 15. Landtag Rheinland-Pfalz vom 26. März 2006:
| Direktkandidaten                  | Partei   | Wahlkreisstimmen | Landesstimmen |
| --------------------------------- | -------- | ---------------- | ------------- |
| Norbert Stretz                    | SPD      | 33,7 %           | 41,0 %        |
| Thomas Weiner                     | CDU      | 42,1 %           | 33,7 %        |
| Klaus W. Herzog                   | FDP      | 6,4 %            | 6,9 %         |
| Thorsten Bonck                    | GRÜNE    | 4,5 %            | 2,7 %         |
| Peter Hahn                        | REP      | 7,6 %            | 5,7 %         |
| Frank Eschrich                    | WASG     | 5,7 %            | 4,7 %         |
| –                                 | Sonstige | –                | 5,2 %         |
| Wahlberechtigte: 46.676 Einwohner |          |                  |               |
| Wahlbeteiligung: 53,2 %           |          |                  |               |

- Direkt gewählt wurde Thomas Weiner (CDU).[7]
- Norbert Stretz (SPD) wurde über die Landesliste (Listenplatz 36) gewählt.[9]